# Білашівська сільська рада (Здолбунівський район)
Білаші́вська сільська́ ра́да — колишній орган місцевого самоврядування у Здолбунівському районі Рівненської області. Адміністративний центр — село Білашів.

## Загальні відомості
- Білашівська сільська рада утворена в 1944 році.
- Територія ради: 14,539 км²
- Населення ради: 1 374 особи (станом на 2001 рік)
- Територією ради протікає річка Стубелка.

## Населені пункти
Сільській раді були підпорядковані населені пункти:
- с. Білашів

## Склад ради
Рада складалася з 16 депутатів та голови.
- Голова ради: Зайшлий Василь Парфенович
- Секретар ради: Тишкова Любов Василівна

### Керівний склад попередніх скликань
| Прізвище, ім'я, по батькові   | Основні відомості                                                               | Дата обрання | Дата звільнення |
| ----------------------------- | ------------------------------------------------------------------------------- | ------------ | --------------- |
| Сливчук Володимир Леонтійович | Сільський голова, 1952 року народження                                          | 26.03.2006   | 31.10.2010      |
| Зайшлий Василь Парфенович     | Сільський голова, 1986 року народження, освіта середня спеціальна, безпартійний | 31.10.2010   |                 |

Примітка: таблиця складена за даними сайту Верховної Ради України

## Населення
Згідно з переписом УРСР 1989 року чисельність наявного населення села становила 2233 особи, з яких 980 чоловіків та 1253 жінки.
За переписом населення України 2001 року в селі мешкало 1366 осіб.

### Мова
Розподіл населення за рідною мовою за даними перепису 2001 року:
| Мова       | Відсоток |
| ---------- | -------- |
| українська | 99,78 %  |
| російська  | 0,22 %   |